# Dianshan Hu
Der Dianshan Hu (chinesisch 淀山湖 / 淀山湖, Pinyin Diànshān Hú, „seichter See mit Berg“), früher Xuedian Hu (chinesisch 薛淀湖 / 薛淀湖, Pinyin Xuēdiàn Hú, „von Wasserlinsen überwucherter, seichter See“) genannt,
ist mit 62 km² das größte Süßwasserreservoir Shanghais. Er liegt im Westen der eigentlichen Stadt, etwa 60 km vom Zentrum entfernt, und 18 km vom Stadtbezirk Qingpu, der, zusammen mit der kreisfreien Stadt Kunshan, wasserwirtschaftlich für den See zuständig ist.
Der Dianshan Hu gehört zum Seensystem des Tai Hu, in ihm entspringen der Dianpu He (淀浦河) sowie der Lanlu Gang (拦路港), die beide in den Huangpu Jiang münden, also letztendlich ins Gelbe Meer bzw. das Ostchinesische Meer. Daher ist der Dianshan Hu seit der Song-Dynastie (960–1279) ein wichtiger Verkehrsknotenpunkt für den Wassertransport zwischen Anhui, Suzhou, Huzhou, Jiaxing, Songjiang und dem Meer. Damals befand sich im See noch ein Berg bzw. Hügel, der aber im Laufe der Zeit erodierte, was zu einer Versandung der Uferbereiche führte, die dann nach und nach in von kleinen Dämmen umgebene Reisfelder (围田) umgewandelt wurden.
Heute lebt dieser Hügel nur noch in der modernen Bezeichnung des Sees sowie den Namen von zwei Dörfern am Südostufer fort: Dianfeng (淀峰, Pinyin Diànfēng) bedeutet „Gipfel im seichten See“, Shanwan (山湾, Pinyin Shānwān) bedeutet „Bucht am Berg“.
Der Dianshan Hu ist tatsächlich sehr seicht; die offiziellen Fahrrinnen auf dem See sind nur für Boote mit einem Tiefgang von maximal 1 m geeignet. Schon in der Kaiserzeit stellte die geringe Wassertiefe des Sees, die über die gesamte Fläche mehr oder weniger gleich ist, ein Problem für die Binnenschifffahrt dar. Deswegen wurden in den Jahren 1190–1194, 1328 und 1523 größere Ausbaggerungsarbeiten durchgeführt. Nach 1949 wurden dann insgesamt dreimal Uferdämme wie im nebenstehenden Bild errichtet und repariert sowie zweimal die Fahrrinnen ausgebaggert. Hierbei wurde im Jahr 1959 eine große Anzahl von Steinmessern, steinernen Pflugscharen, steinernen Spinnwirteln sowie Scherben von Tongefäßen der Stempeltöpfereikultur aus der Shang-Dynastie (18.–11. Jhd. v. Chr.) vom Seegrund zu Tage gefördert.
Schon seit der Song-Dynastie war der Dianshan Hu ein beliebtes Ausflugsziel der gebildeten Oberschicht. So wurde er von dem Kaiserlichen Archivar Wei Jing (1159–1226) aus Qiandeng in dem Gedicht "Der seichte See" verewigt; Yang Weizhen (1296–1370), Landrat von Tiantai, schrieb anlässlich eines Besuches das Gedicht "Seichter See mit Berg", und der Kaiserliche Großsekretär Wang Chang (1724–1806) aus Zhujiajiao verfasste "Nach dem Regen den Berg besteigen und auf den mit Wasserlinsen bedeckten See hinausblicken".
1979 wurde dann eine Landzunge am Südwestufer des Sees als Landschaftsschutzgebiet (淀山湖风景区, Pinyin Diànshān Hú Fēngjǐngqū) ausgewiesen, 1984 wurde etwas nördlich davon der Aussichtsgarten Qingpu (青浦大观园, Pinyin Qīngpǔ Dàguānyuán) mit einer Fläche von 87 ha eröffnet. 1991 wurde dieser dem in dem Qing-zeitlichen Roman "Der Traum der Roten Kammer" beschriebenen Aussichtsgarten nachempfundene Park auf 100 ha erweitert und in "Aussichtsgarten Shanghai" (上海大观园, Pinyin Shànghǎi Dàguānyuán) umbenannt.